# Plac Niepodległości w Taszkencie

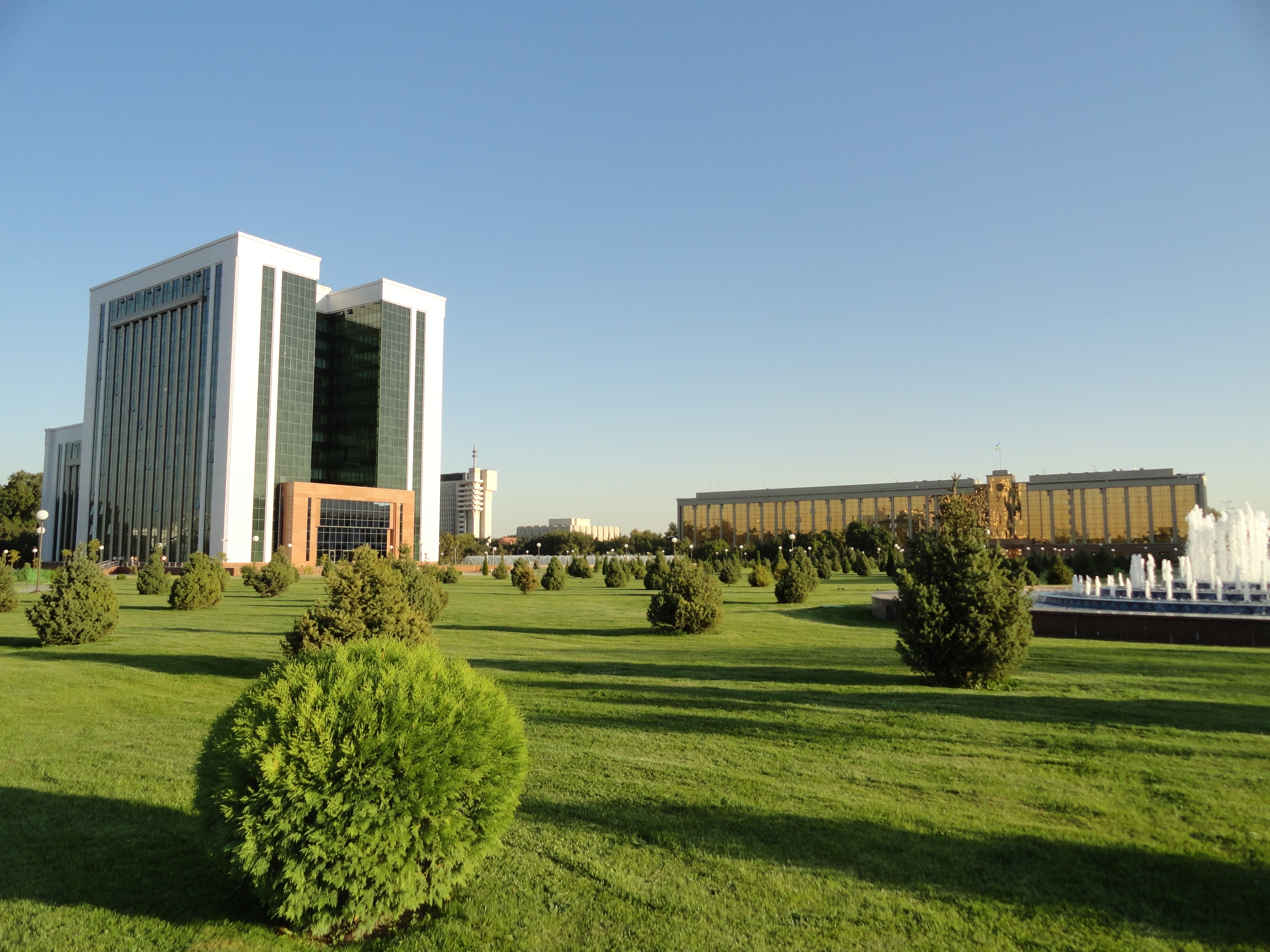
Plac Niepodległości w 2011

Plac Niepodległości (uzb. Mustaqillik Maydoni) – główny plac w Taszkencie, stolicy Uzbekistanu. Zajmuje powierzchnię 16 ha. Jego historia sięga roku 1865, kiedy po likwidacji chanatu kokandzkiego została wybudowana reprezentacyjna rezydencja nowego gubernatora. Teren obecnego placu stanowił wówczas ogrody pałacowe.
W czasach sowieckich plac nosił nazwę Placu Lenina, choć nazywany był również Aleją Parad, ponieważ to na nim odbywały się parady wojskowe i pochody pierwszomajowe. Po odzyskaniu niepodległości przez Uzbekistan w 1991 roku plac nazwano Placem Niepodległości. Stojący na nim pomnik Lenina został zburzony, a w jego miejsce w 1992 roku wzniesiono pomnik niepodległości – kulę ziemską z zaznaczonymi konturami Uzbekistanu.
Oprócz pomnika niepodległości na placu znajduje się również wzniesiony w 2006 roku pomnik „Szczęśliwa Matka”. Składają się na niego 6-metrowa figura uzbeckiej kobiety oraz 3,5-metrowa figura jej dziecka. Nad głównym wejściem na plac znajduje się brama-łuk, na której szczycie znajduje się pomnik szybujących bocianów.
Obecnie placu używa się głównie podczas obchodów Nowego Roku oraz Święta Niepodległości (1 września). Pełni on również funkcję rekreacyjną dla mieszkańców miasta. Przy nim znajdują się także budynki administracji państwowej, m.in. Senatu oraz Ministerstwa Finansów.

## Źródła
- Independence Square In Tashkent. [dostęp 2016-03-25]. (ang.).
- Visit Uzbekistan: Independence Square. [dostęp 2016-03-25]. (ang.).